# Conjon
Der Conjon war ein Maß im französischen Ostindien für die Feinheit von Garnen. Besonders in der Region  Pondichery war es verbreitet. Als Merkmal der Garnfeinheit wurde die Anzahl der Kettfäden verwendet.
- 1 Conjon = 120 Kettfäden.
- 1 Cal (Stück Leinen) = 2 Conjon = 240 Kettfäden = 36 Astames.

Der Cal ungebleichtes Leinen, auch als blaue Leinwand  bezeichnet, war
das Stück ⅞ Astames breit und 14 Astames lang, etwa 910 mm mal 14.594 mm
- 1 Astame = 1040,28 Millimeter